# Grenzpunkt Null
Grenzpunkt Null war eine Hörfunksendung, die von 1992 bis 1998 auf DT64 und MDR Sputnik ausgestrahlt wurde und seit 2010 als Grenzpunkt Null Reloaded auf Reboot.FM ausgestrahlt wird. Für Redaktion, Moderation und Gestaltung ist Rex Joswig, auch Sänger der Band Herbst in Peking, verantwortlich.

## Geschichte und stilistische Merkmale
Die Ursprünge der Sendung liegen im Jahr 1991, als Joswig als Gastmoderator der damaligen DT-64-Nachtsendung „Schlafstörung“ seine ersten „Grenzpunkte“ präsentierte.
Am 24. Juni 1992 startete „Grenzpunkt Null“ als eigenständige, zweistündige Sendung wöchentlich zunächst freitags um 21:03 Uhr, ab Juli 1997 sonntags. Der Titel der Sendung ist vom DDR-Titel des US-amerikanischen Roadmovies Vanishing Point – Fluchtpunkt San Francisco abgeleitet. In den späteren Jahren erhielt die Sendung insbesondere in Programmankündigungen den Beinamen „Das schwarze Loch im Radio“.
Joswig kombinierte Punk, Rock, Dub, Techno mit Texten der Pop-, Avantgarde- und philosophische Literatur (u. a. William S. Burroughs, William Blake, Kiev Stingl, Dylan Thomas, Friedrich Nietzsche, Paul Celan, Emily Dickinson) sowie mit Filmausschnitten (u. a. Blade Runner, Fear and Loathing in Las Vegas, Angel Heart) zu radiophonen Werken, die sich stilistisch jenseits herkömmlicher Radioformate bewegen. Im Vordergrund stand die künstlerische Synthese von aufgelegter Musik, gelesenen Texten und Moderation zu einem Gesamtwerk. Joswig transferierte DJ-Techniken jamaikanischer Sound Systems ins Radio, indem er Gedichte und Textpassagen rhythmisch über die Musik sprach – ähnlich dem Stil eines Toasters, der den Selector (Dub- und Reggae-DJ) begleitet und Songs ankündigt bzw. eigene Texte rappt. Joswigs prosaische bzw. poetische Texte sind jedoch geschriebene Sprache weißer männlicher Literaten und damit stilistisch weit entfernt von der Sprechsprache schwarzer MCs und Toaster.
Die Verschiebung des Sendeplatzes auf 23:03 Uhr ab August 1998, verbunden mit einer Nachrichtenunterbrechung um 24 Uhr, ließ das nahende Aus bereits erahnen; am 25. Oktober 1998 wurde die Sendung eingestellt.
Mit der Programmreform im Dezember 2006 sendete MDR Sputnik mit „Insomnia“ einen moderationslosen Nachfolger von Grenzpunkt Null.
Nach der Einstellung veröffentlichte Rex Joswig vereinzelt weitere Sendungen im Radio und Internet.
Seit 2009 produziert Joswig Grenzpunkt Null Reloaded. Die ersten vier Ausgaben entstanden für das Herbstradio, seit dem 3. Juli 2010 wird die Sendung auf dem freien Berliner Kulturradio Reboot.FM sowie  Radio CORAX in Halle (Saale) gesendet.
Mit The Hidden Sea Sound System brachte Joswig seine Radiotätigkeit in ein musikalisches Format, mit dem er öffentliche Auftritte bestreitet. Weitere Auftritte hatte er mit Kinski in Dub, wo er als DJ Dub auflegte und dazu rhythmisch passend Klaus Kinskis Text Jesus Christus Erlöser wortwörtlich rezitierte.

## Rezeption
Joswig führte mit seiner Sendung Dub, Ambient, Asian Underground und andere elektronische Musikstile in die Independentszene der fünf neuen Bundesländer ein, indem er diese mit Industrial und Punk mischte.
Joswig sprach hypnotisch und mit sonorer Stimme im Rhythmus der Musik, was in Kombination mit der oft psychedelischen Musik zu einem intensiven und fließenden Hörerlebnis führte.
Grenzpunkt Null hat bis heute bei seinen Fans Kultstatus, die Wikis mit Listen der Sendungen anlegen und Sendungsmitschnitte aus den 90er Jahren austauschen.
In seiner Funktion als Moderator wurde Rex Joswig als „lebende Repetiermaschine“ bezeichnet.